# Christophe Busch
Christophe Busch (1977) is een Belgisch criminoloog, historicus en medestichter en huidig directeur van het Hannah Arendt Instituut. 

## Levensloop
Busch is een licentiaat criminologie aan de Universiteit Gent (1999) en master in de Holocaust and Genocide Studies aan de Universiteit van Amsterdam (2007) en promoveerde op een proefschrift Picturing Perpetration: the Holocaust seen through “the image as message” (2022) aan de Universiteit van Amsterdam.  
Busch werkte 12 jaar in de forensische psychiatrie. Sinds 2006 is hij coördinator van het Center for Holocaust and Genocide Education vzw. Van 2012 tot eind 2016 was hij operationeel directeur en van eind 2016 tot eind 2019 algemeen directeur van het museum Kazerne Dossin. In november 2019 stapte hij op als algemeen directeur na een conflict met de het bestuur van het museum.
Busch was bestuurslid bij het Vredescentrum van de Provincie en Stad Antwerpen.
In 2015 was hij oprichter van het UFUNGU netwerk, een hub van experten inzake radicalisering en polarisering.
Voor het Vredeshuis van de Stad Gent was Busch de curator van de tentoonstellingen Nacht und Nebel (1996), Furor Teutonicus, het rijk der gedachteloosheid (1999), Genocide in Darfur, over het weten en het geweten (2004-2005) en Holocaust.be (2008-2011).
Busch bracht met Robert Jan van Pelt een boek uit met foto's die door SS'er Karl-Friedrich Höcker werden genomen in het concentratiekamp Auschwitz, het zogeheten Höcker Album.